# Gerhard Ebeler
Gerhard (Bernhard Josef) Ebeler (* 28. Januar 1877 in Köln; † 10. November 1956 in Bergisch Gladbach) war ein deutscher Bildhauer, Büttenredner und Mundartdichter in Kölscher Mundart.
Gerhard Ebeler tat sich weniger als Bildhauer hervor, war aber immerhin in den 1920er Jahren an einem Steinmetzbetrieb in Köln-Vogelsang, in dem bevorzugt Grabdenkmäler hergestellt wurden, nämlich „Georg Schaefer & Gerhard Ebeler“ beteiligt. Bereits im Jahre 1910 begann seine Karriere als volkstümlicher Liederdichter, nämlich mit Rollschohn läüf die Essersch jetz (Frau Esser läuft jetzt Rollschuhe). Er verfasste humoristische Szenen, in denen die beiden kölschen Stadtoriginale Tünnes und Schäl auf Alltagserscheinungen wie auf Weltereignisse  reagierten, schrieb Karnevals-Schlager, meist in Zusammenarbeit mit dem Komponisten Hans Otten, und zahlreiche Karnevalsrevuen für die kölsche Volkssängerin Grete Fluss. Bereits in den 1910er Jahren, vor dem Ersten Weltkrieg, besprach er Grammophonplatten mit 'humoristischen Vorträgen' in kölscher Mundart. In den 1920er und 1930er Jahren war er mit seinen Vorträgen und seinen Mundartliedern immer wieder gern gesehener Gast in den Aufnahmestudios.

## Welthit

Odeon Gesangs-Gitarristen - Du kannst nicht treu sein

Unter seinen Liedtexten wurde Du kannst nicht treu sein aus dem gleichnamigen Film von Franz Seitz, der am 11. Februar 1936 in die deutschen Kinos kam, später in der Vertonung von Hans Otten zum Welthit. Auf Schallplatte erschien das Lied im Dezember 1935 und löste Jahre später eine Welle von Coverversionen aus. Die englischsprachige Version You Can't Be True, Dear kam in gleich sieben Versionen auf den Markt, von denen die Fassung durch Ken Griffin im April 1948 erschien und für sieben Wochen auf dem ersten Rang der US-Hitparade verblieb. Den englischen Text verfasste Hal Cotton, der Filmschauspieler Jerry Wayne sang über die ursprüngliche Instrumentalfassung von Griffin. Beide Versionen, sowohl die ursprüngliche Instrumentalfassung als auch die Vokalversion, befanden sich zeitgleich in der Hitparade, und beide zusammen sind über drei Millionen Mal verkauft worden. Es war damit der erste Millionenseller für eine deutsche Komposition, wenngleich auch nicht im Inland.

## Weitere Kompositionen

Gerhard Ebeler - Woröm es et am Rhing su schön

Weitere bekannte Schlager von ihm sind Ja, ja, die Liebe ist schuld daran, Aber heut sind wir fidel, Donnerwetter, schreib' doch 'nen Wechsel aus (November 1926) oder Heut' Abend wird ein Seitensprung gemacht (gesungen von August Batzem; 1930). Zu seinen kölschen Erfolgsliedern, die vor allem im Kölner Karneval Bekanntheit erreichten, gehören Hannemann, wat fangen dann de Höhner an? (Hannemann, was stellen denn die Hühner an; November 1926), Kölsche Mädcher, kölsche Junge (1927), Woröm es et am Rhing su schön? (Warum ist es am Rhein so schön; 1929) oder En d'r Höhnergass 204 (In der Hühnergasse Nr. 204; 1930).

## Diskografie
Ein Großteil von Ebelers Schaffen wurde vor der Einführung der Langspielplatte auf Schellackplatte für das Grammophon veröffentlicht. Im Folgenden sind die bekannten Titel nach Labels geordnet.

### Originalveröffentlichungen
- Homocord
  - 1927: Briketts, Briketts! (Ebeler) / Kölsche Mädcher, Kölsche Junge! (Hannemann/Sassen)
  - 1927: Amerikaflieger Tünnes un' Schäl, I und II 4-2434 (M 19 538, 19 539)(Ebeler)[4]
  - 1928: Mein Mädel Trägt Keinen Bubikopf / Aber Heut' Sind Wir Fidel (Ebeler - Otten)
  - Das gemütliche Wochenende (Ebeler) / Ein Viertelstündchen mit dir allein sein (Ebeler - Otten) 4-2436 (M 19 533)
  - Tünnes Klaumann vor Gericht (Ebeler) 4-2793 (M 20 538, 20 539)
  - Aber heut' sind wir fidel! (Ebeler - Otten)[5]

- Beka
  - 1913: Der Freche Bettler (Ebeler) (14734) / Poussierknorpel (Gustav Schönwald) (14809)
  - Dat Jubiläum von em Arbeitsscheuen (G. und T. Ebeler) / Nur nicht heiraten ! B.5103 (14 732)  / (14 733)
  - Hannemann, wat fange denn de Höhner an ? (Ebeler - Otten)B.6047 (33 587)
  - Die Noberschkinder (Witt) / Ein fideler Namenstag (Ebeler)

- Grammophon
  - Ob wir sparen oder nicht is' doch gleich (Ebeler - Otten) Nr.721 (4332-3)[6]
  - So lang der Wirt noch Bier im Faß hat (Ebeler - Otten)

Nr.722 (4333 BD)
- - Tünnes als Straßenbahnschaffner (Ebeler) 23600 (2538)
  - Ne Kölsche Namensdag / Tünnes sucht ein möbeliertes Zimmer (Ebeler) R.-G., 22. Mai 1910.

- Odeon
  - Mr sieht dat du 'ne liebe jute Papa hass(Ebeler - Otten) O-11 304 (Be 9164)
  - Wir bleiben stets die Alten (Ebeler - Otten) O-11 305 (Be 9161)
  - Tünnes als Hotelportier (Ebeler) O-11 308 (Be 9175)
  - Kölsche Kirmesfeier / Der freche Bettler

- Electrola
  - En dr Höhnergass’ 204 (Ebeler - Otten) E.G.1554 (BLR 5662) / Dr arme Kääl kann's nit drför (Ebeler - Otten) (BLR 5661)
  - Wir machen jetzt als Freunde ’nen Zug durch die Gemeinde (Ebeler - Otten) E.G.2066 (ORA 1203)

- Tri-Ergon
  - Ein rheinischer Abend (Ebeler) T.E.5691 (02922) / Tünnes sucht ein Dienstmädchen (Ebeler) (02924)
  - Ne kölsche Verzäll (Ebeler) T.E.5692 (02925)

- Kristall
  - Du kannst nicht treu sein. Walzerlied (Ebeler - Otten) 3515 (C 6887)

- Gloria
  - 1932: Ob wir sparen oder nicht is' doch gleich (Ebeler - Otten), Fritz Hönig, Vortrag G.O. 10 121 (Bi 339)
  - Schön ist's am Rhein, am sonnigen Rhein / Die Liebe ist schuld daran G.O. 27375

### Wiederveröffentlichungen
- 1998: Mehrere Lieder auf Dat singende un klingende Kölle - 80 historische Aufn. von 1925-'42
- 2014: Karneval wie Anno dazumal: Du kannst nicht treu sein (Originalaufnahmen 1926-1950) (Jube Pops)

## Abbildungen
- Etikett von Homocord 4-3332 „In dr Höhnergass' 204“
- Etikett von Grammophon 20 174 „Ne kölsche Namensdag“
- Notentitel von Ebeler/Otten „Aber heut' sind wir fidel!“ (1928) aus eigenem Verlag
- Liedpostkarte von Ebeler/Otten “Woröm häß Do dann däm Klein nix metgebraht?”, gelaufen 25. Oktober 1939, aus der Sammlung Prof. Giesbrecht, Uni Osnabrück.